# Свечин, Михаил Андреевич
Михаи́л Андре́евич Свечи́н (28 мая 1876, Санкт-Петербург — 15 апреля 1969, Ницца) — русский генерал, герой Русско-японской войны, командир лейб-гвардии Кирасирского Её Величества полка, участник Белого движения. Один из руководителей РОВС.

## Биография
Михаил Свечин происходил из старинного дворянского рода. Сын генерал-лейтенанта Андрея Михайловича Свечина (1838 — после 1878) и его первой жены Нионилы Михайловны Савенко (ум. после 1903), дочери екатеринославского помещика. Младший брат Александр — известный советский военный теоретик, расстрелян в 1938 году.
Окончил 2-й кадетский корпус (1893) и Николаевское кавалерийское училище (1895), откуда выпущен был корнетом в лейб-гвардии Кирасирский Её Величества полк. Произведен в поручики 6 декабря 1899 года.
Командовал эскадроном и дивизионом Кирасирского полка. В 1902 году окончил Николаевскую академию Генерального штаба по 1-му разряду и 28 мая того же года был произведён в штабс-ротмистры «за отличные успехи в науках». После обязательного одногодичного курса Офицерской кавалерийской школы отбывал цензовое командование эскадроном в том же лейб-гвардии Кирасирском Её Величества полку (1903—1904).
С началом Русско-японской войны, 12 февраля 1904 года переведен в Генеральный штаб с назначением помощником старшего адъютанта управления генерал-квартирмейстера Маньчжурской армии и с переименованием в капитаны. Был контужен в сражении на реке Шахе 30 сентября 1904 года. Пожалован Золотым оружием «за храбрость». В 1905 году был назначен исправляющим должность штаб-офицера для поручений при начальнике штаба ГК на Дальнем Востоке.
По окончании войны 8 декабря 1905 года назначен старшим адъютантом штаба 1-й гвардейской пехотной дивизии. 20 февраля 1907 года назначен и. д. штаб-офицера для поручений при штабе войск гвардии и Петербургского военного округа, а 5 мая того же года произведен в подполковники с утверждением в должности. 10 апреля 1911 года произведен в полковники «за отличие по службе».
С началом Первой мировой войны, 4 сентября 1914 года назначен старшим адъютантом отделения генерал-квартирмейстера штаба 9-й армии, 8 ноября того же года — начальником штаба 2-й гвардейской кавалерийской дивизии. В 1915 году командовал 14-м драгунским Малороссийским полком. 19 декабря 1915 года назначен командующим лейб-гвардии Кирасирским Её Величества полком, а в 1916 году был произведен в генерал-майоры за боевые отличия. 29 марта 1917 года назначен начальником штаба Гвардейского кавалерийского корпуса, 12 мая того же года — командующим Сводной кавалерийской дивизией. 9 сентября 1917 года назначен командующим 1-м кавалерийским корпусом, а 12 октября произведен в генерал-лейтенанты с утверждением в должности.
После Октябрьской революции выехал на Дон и вступил в Добровольческую армию: 30 декабря 1917 года переодетым в солдатскую форму добрался до Новочеркасска и явился к генералу Алексееву. Участник Степного похода. В марте 1918 года участвовал в Общедонском восстании: состоял в штабе Заплавской группы полковника С. В. Денисова. В марте—апреле занимал должности начальника штаба обороны Новочеркасска и начальника штаба Южной оперативной группы Донской армии. 5 мая 1918 года назначен атаманом П. Н. Красновым вместе с генералом Черячукиным в состав посольства к гетману П. П. Скоропадскому в Киев для получения вооружений со складов бывшего Юго-Западного фронта. По возвращении из Киева был направлен на Парижскую мирную конференцию в составе дипломатической миссии от Донской республики. После того, как делегация не была допущена на конференцию, вернулся в Новочеркасск, состоял в распоряжении нового донского атамана Богаевского вплоть до Новороссийской эвакуации в марте 1920 года.
В эмиграции около трёх лет прожил в Сербии, а затем — во Франции. Работал во французском банке, в 1926 году вместе с отделением банка переехал в Ниццу. Входил в правление Общества взаимопомощи бывших юнкеров Николаевского кавалерийского училища, возглавлял местные отделения РОВС, Союза инвалидов и Гвардейского объединения. Как руководитель РОВС на Юге Франции генерал-лейтенант М. А. Свечин вошёл в состав  французского «Легиона Комбатантов», созданного маршалом Петеном, возглавившим в годы Второй мировой войны коллаборационное правительство Виши.
После войны был сотрудником журнала «Военная быль», оставил мемуары «Записки старого генерала о былом».
Скончался в 1969 году. Похоронен на русском кладбище Кокад.

## Семья
Был женат на Ольге Николаевне Клунниковой (1885—1974). Их сын:
- Андрей (1912[8]—1996, Ницца), архитектор[9], староста русских церквей в Ницце. У Андрея и его жены Кристианы родились четверо детей: Михаил, Марк, Анна и Люк.

## Награды
- Орден Святой Анны 4-й ст. (1904)
- Орден Святого Станислава 3-й ст. с мечами и бантом (1905)
- Золотое оружие «За храбрость» (ВП 18.06.1906)
- Орден Святого Владимира 4-й ст. с мечами и бантом (1906)
- Орден Святой Анны 3-й ст. с мечами и бантом (1906)
- Орден Святого Станислава 2-й ст. с мечами (1906)
- Орден Святой Анны 2-й ст. (1908)
- Орден Святого Станислава 1-й ст. с мечами (ПАФ 11.10.1917)

Иностранные:
- французский Орден Почётного легиона (1913)

## Сочинения
- Важность поддержки связи во всех случаях на войне между отдельными частями. Различные приемы к тому // Сборник сочинений офицеров Николаевской академии генерального штаба. — 1902. — Кн. 3. — С. 67-87.
- Конные разведчики в пехоте. — СПб., 1906.
- Набег конного отряда генерал-адъютанта Мищенко на Инкоу : Организация и производство набега. — СПб.: Офицер-воспитатель, 1907. — 86 с., 9 л. карт.
- Кавалерия на войне : По примерам действий отряда генерала Мищенко. — СПб., 1909. — I, 45 с., ил.
- Шведская армия. 1910 / Сост. Ген. штаба подполк. М. Свечин и кап. П. Ассанович. — СПб., 1910. — II, 60 с., 5 л. ил.
- Северо-западная граница России в различные эпохи и Выборгская губерния. — СПб., 1910. — 13 с., карт.
- Норвежская армия. 1911 / Сост. Ген. штаба подполк. М. Свечин и кап. П. Ассанович. — СПб., 1911. — II, 51 с., 5 л. ил., карт.
- Сводка сведений о военной подготовке Финляндии: по данным Разведыв. отд. Шт. войск гв. и Петербургск. военн. окр. за 1906—1909 гг. / М. А. Свечин, П. Л. Ассанович. — [Б. м.]: [б. и.].
- Шведская армия. 1915 / Сост. Ген. штаба подполк. М. Свечин и кап. П. Ассанович. 2-е изд., испр. и доп. В. Барановым и С. Михайловым под ред. полк. П. Риттиха. — Пг.: Штаб войск Гвардии и Петрогр. воен. округа, 1915. — 166 с., 6 л. ил., карт.
- Записки старого генерала о былом. — Ницца, 1964. — 205 с., ил.